# Herbert Schmidt
 Denne artikel omhandler den tyske roer Herbert Schmidt. Opslagsordet har også en anden betydning, se Figurer i Matador#Herbert Schmidt.
Herbert Schmidt (født 28. januar 1914, død 18. september 2002) var en tysk roer.
Schmidt roede for RG Wiking, hvor han var med i blandt andet klubbens otter, der blev tysk mester i 1936. Den repræsenterede derfor Tyskland ved OL 1936 på hjemmebane i Berlin. Tyskerne blev i indledende runde besejret af den schweiziske båd og måtte derfor i opsamlingsheat, som de vandt klart. I finalen lagde den schweiziske og den tyske båd bedst ud, men da fire af schweizerne tidligere samme dag havde roet finaler i både firer med styrmand og firer uden styrmand, slap de schweiziske kræfter op. Italienerne og amerikanerne kom efterhånden op og lå næsten lige med tyskerne, og de tre både kom i mål inden for et sekund. Amerikanerne var hurtigst og fik guld, italienerne sølv og tyskerne bronze. Ud over Schmidt bestod den tyske besætning af Alfred Rieck, Helmut Radach, Hans Kuschke, Heinz Kaufmann, Gerd Völs, Werner Loeckle, Hans-Joachim Hannemann og styrmand Wilhelm Mahlow.
Sammen med Völs, Loeckle og Hannemann vandt Schmidt sølv ved de tyske mesterskaber i firer uden styrmand i 1936, og året efter blev de nummer tre. Schmidt blev desuden tysk mester i firer uden styrmand i 1942 og året efter i otteren.
Schmidt var kortvarigt chefredaktør på den østberlinske sportsavis Deutsches Sportecho i 1948, men blev fyret. I stedet opbyggede han sportsredaktionen på radiostationen Sender Freies Berlin i Vestberlin.

## OL-medaljer
- 1936:  Bronze i otter